# Babinskaiidae
Babinskaiidae (лат.) — семейство вымерших насекомых из отряда сетчатокрылых, живших во времена мелового периода (125,0—93,5 млн лет назад). Представители семейства найдены в отложениях нижнего мела Забайкалья, Бразилии, а также в бирманском янтаре. Это самые миниатюрные представители подотряда Myrmeleontiformia, длина их передних крыльев составляет, как правило, 9—12 мм, однако у Gigantobabinskaia godunkoi она достигает 21 мм.  

## Классификация
Семейство включает 11 вымерших родов и 15 видов:
- Babinskaia Martins-Neto & Vulcano, 1989typus (2 вида)
- Baisonelia Ponomarenko, 1992 (1 вид)
- Burmobabinskaia Lu et al., 2016 (1 вид)
- Electrobabinskaia Lu et al., 2016 (1 вид)
- Calobabinskaia Lu et al., 2021 (1 вид)
- Gigantobabinskaia Makarkin et Staniczek, 2019 (1 вид)[3]
- Neliana Martins-Neto & Vulcano, 1992 [syn. Nelia Martins-Neto & Vulcano, 1989] (2 вида)
- Parababinskaia Makarkin et al., 2017 (2 вида)
- Pseudobabinskaia Makarkin et al., 2017 (1 вид)
- Pseudoneliana Diying et al., 2019 (1 вид)[4]
- Stenobabinskaia Lu et al., 2021 (1 вид)
- Xiaobabinskaia Lu et al., 2021 (1 вид)[5]